# Andrij Fartuszniak
Andrij Petrowycz Fartuszniak, ukr. Андрій Петрович Фартушняк (ur. 24 marca 1989 w Kijowie) – ukraiński piłkarz, występujący na pozycji obrońcy.

## Kariera piłkarska

### Kariera klubowa
Wychowanek Szkoły Piłkarskiej Dynama Kijów. W 2006 rozpoczął karierę piłkarską najpierw w trzeciej drużynie, a potem w drugiej i rezerwowej jedenastce Dynama. W lutym 2009 został wypożyczony do FK Charków. Latem 2009 ponownie został wypożyczony, ale już do Obołoni Kijów, a następnego sezonu do PFK Sewastopol. Latem 2011 powrócił do Dynama, potem bronił barw drugiej drużyny. W sezonie 2011/12 bronił barw mołdawskiego FC Tiraspol. W końcu października 2012 zasilił skład Tytanu Armiańsk.

### Kariera reprezentacyjna
Występował w reprezentacji Ukrainy U-21.